# Polizeiruf 110: Der Gott des Bankrotts
Der Gott des Bankrotts ist ein Fernsehfilm aus der Krimireihe Polizeiruf 110. Der vom rbb produzierte Beitrag ist die 402. Polizeiruf 110-Episode und wurde am 5. Februar 2023 im Ersten ausgestrahlt. Es ist der dritte Fall von Kriminalhauptkommissar Vincent Ross.

## Handlung
In einer Kiesgrube am Jakobsweg durch Brandenburg wird die Leiche des polnischen Staatsbürgers Antoni Mazur aufgefunden. Der Polizist aus dem nahegelegenen Revier in Lebus, Karl Rogov, beginnt sofort mit der Befragung der Pilger. Es stellt sich heraus, dass Mazur massive finanzielle Probleme hatte und ihm ein Insolvenzverfahren bevorstand. Seine Frau Lina und sein Vater Klaudiusz berichten von dem enormen Druck, den Insolvenzverwalter Udo Schick und sein Schuldenberater Jonathan Hüter auf ihn ausgeübt haben sollen. Als sich herausstellt, dass der Insolvenzverwalter kurz vor dem Tod von Antoni Mazur in dessen Nähe war, gerät er unter Tatverdacht.
Der getötete Antoni Mazur stand mit seinem Kramladen genauso vor der Pleite wie Juliane Mai, Inhaberin eines Papierwarengeschäfts, und Yegor Melnik, der eine kleine Autowerkstatt betreibt. Mazurs Vater und Frau bestätigen, dass er von Udo Schick erheblich unter Druck gesetzt wurde, und schon bald ergibt sich der Verdacht, dass der schmierige Insolvenzverwalter ein falsches Spiel mit seinen Kunden trieb und mit Hilfe seines Liebhabers und Geschäftspartners Jonathan Hüter wohl Geld veruntreut hat.
Im Verlauf der Handlung überschreitet Rogov mehrfach seine Kompetenzen und mischt sich in die Ermittlungen ein, was bei manchen Kollegen zu Unmut führt, obwohl er gute Ermittlungsansätze liefert. Nachdem Hauptkommissar Ross erfährt, dass Rogov ehemaliger Kripo-Beamter ist, der nur wegen Problemen mit Vorgesetzten versetzt worden war, lässt er ihn nicht nur gewähren, sondern bindet ihn sogar stärker ein.
Kurz darauf verstümmelt sich Juliane Mai, um durch Vorspiegelung eines Unfalles eine Versicherungsleistung zu erhalten. So stellt sich heraus, dass auch Antoni Mazur eine Lebensversicherung hatte, was ein Motiv für einen Suizid darstellen könnte und seiner Frau aus der Pleite hätte helfen können. Schon bald bestätigt sich diese Vermutung. Mazur hatte es sehr geschickt wie einen Mord aussehen lassen, indem er die Waffe nach dem Abdrücken durch einen Wetterballon wegtragen ließ.
Am nächsten Tag wird Schick überfahren aufgefunden. Sein eigenes Auto steht in der Nähe und war zweifelsfrei das Tatwerkzeug. Der Verdacht fällt auf Caroline Mai, die Tochter von Juliane, der das Schicksal ihrer Mutter mental sehr zusetzt. Kommissar Ross hatte ihr gegenüber seinen Verdacht bezüglich des „Unfalles“ ihrer Mutter geäußert und auch, dass Schick sie diesbezüglich „beraten“ haben könnte.
Als Hüter vom Tod Schicks erfährt, zieht er ähnliche Schlüsse und fängt Caroline Mai an einem Wehr ab. Er redet auf sie ein, erklärt ihr dabei, dass Schick mit der Entscheidung ihrer Mutter gar nichts zu tun hatte, sondern dass er sie beraten hätte. Hüter überredet sie auf seine sehr subtile Art zum Suizid. Als die beiden Polizisten Ross und Krol kurz danach, ebenfalls auf der Suche nach Caroline Mai, dort ankommen, treibt sie bereits leblos im Wasser. Sie können sie aber retten. Für den Mord an Schick wird sie sich juristisch verantworten müssen.
Hüter, dessen „Geschäftsmodell“, auszutesten, wie weit er die Leute in ihrer Not treiben kann, Ross zwar erkannt hat, kann jedoch keine Tat nachgewiesen werden. Dem Ermittler bleibt nur ein wütender Ausruf: „Ich krieg Dich dran!“

## Hintergrund
Der Film wurde vom 14. Juni 2022 bis zum
12. Juli 2022 an 22 Drehtagen in Frankfurt (Oder), Gröben und Berlin gedreht.

## Rezeption

### Kritiken
Rainer Tittelbach von Tittelbach.tv wertete: „Auch wenn der ‚Polizeiruf 110 – Der Gott des Bankrotts‘ (rbb / Eikon Media) als ein Whodunit-Krimi der eher simpleren Sorte zu beginnen scheint, entpuppt sich der Fall aus dem Umfeld der Insolvenzen und persönlichen Pleiten bald als sehr viel komplexer und dramatischer. Zur Halbzeit nimmt der top besetzte und konzentriert gespielte, passend zu seiner Geschichte realistisch und unaufgeregt inszenierte Film von Felix Karolus nach dem Drehbuch von Mike Bäuml endgültig Kurs auf die menschlichen Tragödien. So entwickelt sich das Krimidrama nicht zu einem Themenfilm über ein soziales Schreckgespenst, sondern rückt die seelischen Folgen, die diese ökonomisch bedingten Identitätskrisen für die Schuldner haben, ins Zentrum. Das sorgt für einen Emotionsschub beim Zuschauer – und ist eine Steilvorlage für den erstmals ohne Adam Raczek ermittelnden Vincent Ross: Sein Faible für Psychologie, sein Interesse für die Menschen, seine offene, vorurteilsarme, wohlwollende Art und seine positive (genderfluide) Ausstrahlung sind eine wohltuende Ermittlervariante.“
In der Berliner Zeitung schrieb Torsten Wahl: „Frank Leo Schröder spielt genau den hemdsärmeligen Kollegen, den der extrovertierte Vincent Ross braucht – schließlich war sein Partner Adam Raczek (Lucas Gregorowicz) ja mit dem vorigen Fall abgetreten. Er fehlt schon jetzt. Ross spricht diesmal sogar etwas Polnisch, auch wenn er sich längst nicht so intensiv auf die Menschen jenseits der Grenze einlassen kann wie Raczek. Doch leider scheint der Auftritt von Karl Rogov nur ein Gastspiel zu bleiben.“
Holger Gertz stellte in der Süddeutschen Zeitung fest: „Dass der mäßig spannende Fall dann doch seinen eigenen Charme entwickelt, hängt entscheidend mit der Besatzung im Kommissariat zusammen. […] der exzellente Kaczmarczyk verbindet hier das Exaltierte mit dem Geerdeten, das Unkonventionelle mit dem Einfühlsamen. […] Dass das Ganze nicht ins Esoterische abgleitet, liegt auch am Kommissar, der schon mit der Begrifflichkeit der Sinnsuchenden nicht viel anfangen kann und, ganz nebenbei, das wohl längste Wort etabliert, das je am heiligen Krimisonntag in die Wohnzimmer der Gemeinde gepredigt worden ist: ‚Sag mal, diese Pilgerwegsjakobsstreckenwanderkarte – wo hat er die hingetan?‘“
Für den Spiegel urteilte Christian Buß: „Der große Couture-Clash. Klar, es mag als Idee lustig geklungen haben, den Ermittler in hochhackigen Lederschuhen mit Ausdruckstänzer-Schminke zwischen Brandenburger Einfaltspinseln herumstöckeln zu lassen. Aber letztlich bleibt bei diesem durch und durch unplausiblen Plot auch der Eindruck zurück, dass weder der modebewusste Bulle noch die ambitionierten Filmemacher Interesse an den Menschen in Brandenburg haben.“
Oliver Armknecht von film-rezensionen.de meinte, der Film „beginnt mit einem rätselhaften Todesfall, wenn ein verschuldeter Mann abseits des Pilgerwegs gefunden wird. Der Krimi ist nicht spannend im herkömmlichen Sinn, hinterlässt aber durch sein Ensemble und eine Bösartigkeit Eindruck, die man in den sonst eher zielgerichteten Genrevertretern selten findet.“

### Einschaltquoten
Bei der Erstausstrahlung von Polizeiruf 110: Der Gott des Bankrotts am 5. Februar 2023 verfolgten in Deutschland insgesamt 7,47 Millionen Zuschauer die Filmhandlung, was einem Marktanteil von 24,1 Prozent für Das Erste entsprach. In der als Hauptzielgruppe für Fernsehwerbung deklarierten Altersgruppe von 14–49 Jahren erreichte Der Gott des Bankrotts 1,23 Millionen Zuschauer und damit einen Marktanteil von 17,0 Prozent in dieser Altersgruppe.